# Agence béninoise de sécurité sanitaire des aliments
L'Agence béninoise de sécurité sanitaire des Aliments (ABSSA) est un établissement public béninois à caractère social, et scientifique doté d'une personnalité juridique et d’une autonomie de gestion administrative et financière.

## Historique
Créée par décret n°2017-433, le 10 août 2017, elle est placée sous la tutelle du ministre chargé de l'Agriculture. Elle élabore et met en œuvre un ensemble de plans de surveillance et de contrôle du niveau de contamination des aliments mis sur le marché.

## Localisation
L'agence est située sur la voie pavée située entre le siège de la télévision Canal 3 et SONACOP, 1re rue à droite, au quartier Ménontin dans 9e arrondissement de Cotonou dans le département du Littoral au Bénin.

## Missions
Elle a plusieurs missions dont entre autres:
- conduire les activités de contrôle de la qualité et de sécurité sanitaire des aliments ;
- exercer sur les organes de contrôles externes et de régulation au Ministère chargé de l’Agriculture ;
- recueillir, rassembler et analyser les données scientifiques et techniques.

### Images

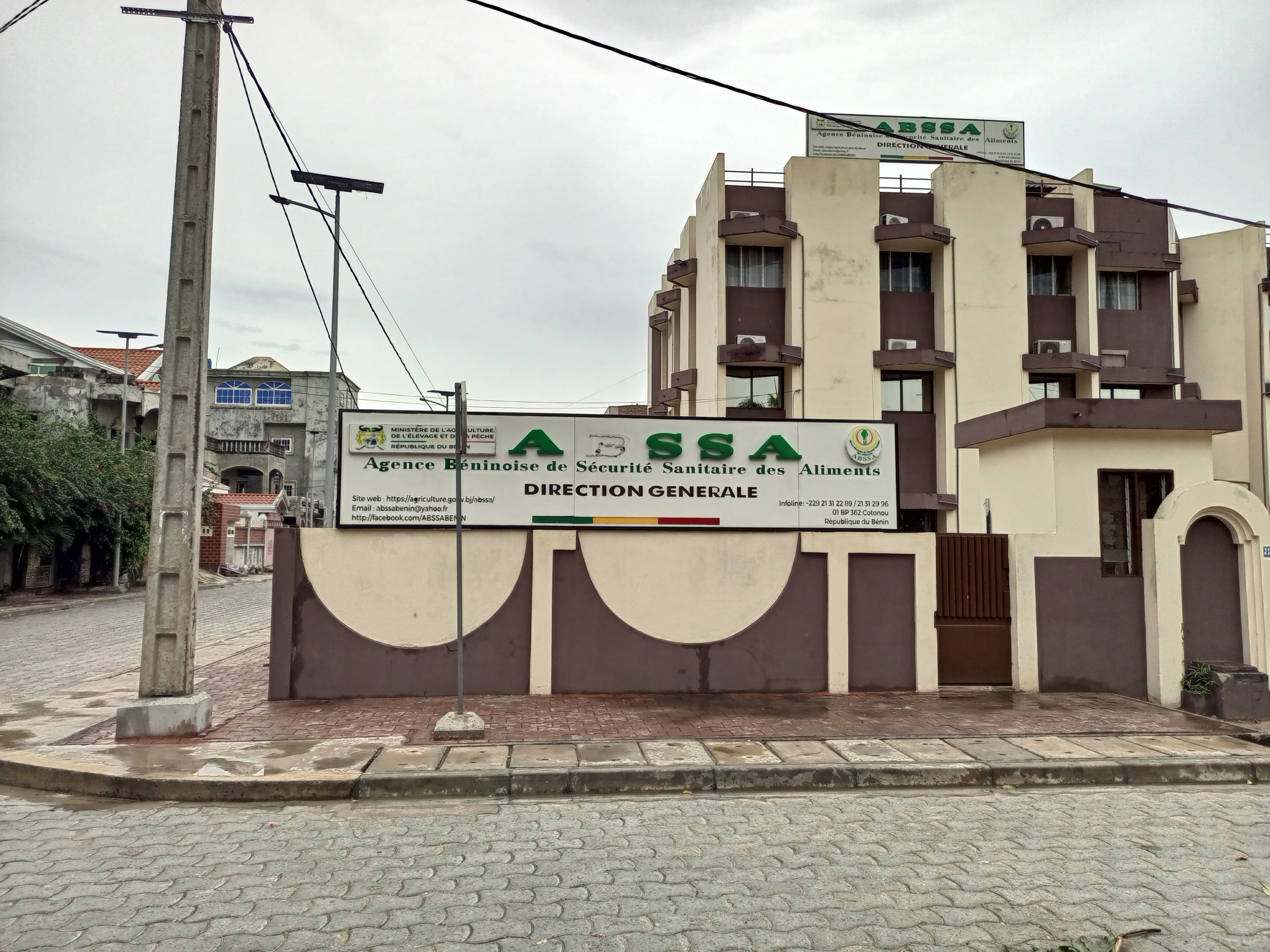
Agence Béninoise de Sécurité Sanitaire des Aliments (ABSSA) 2

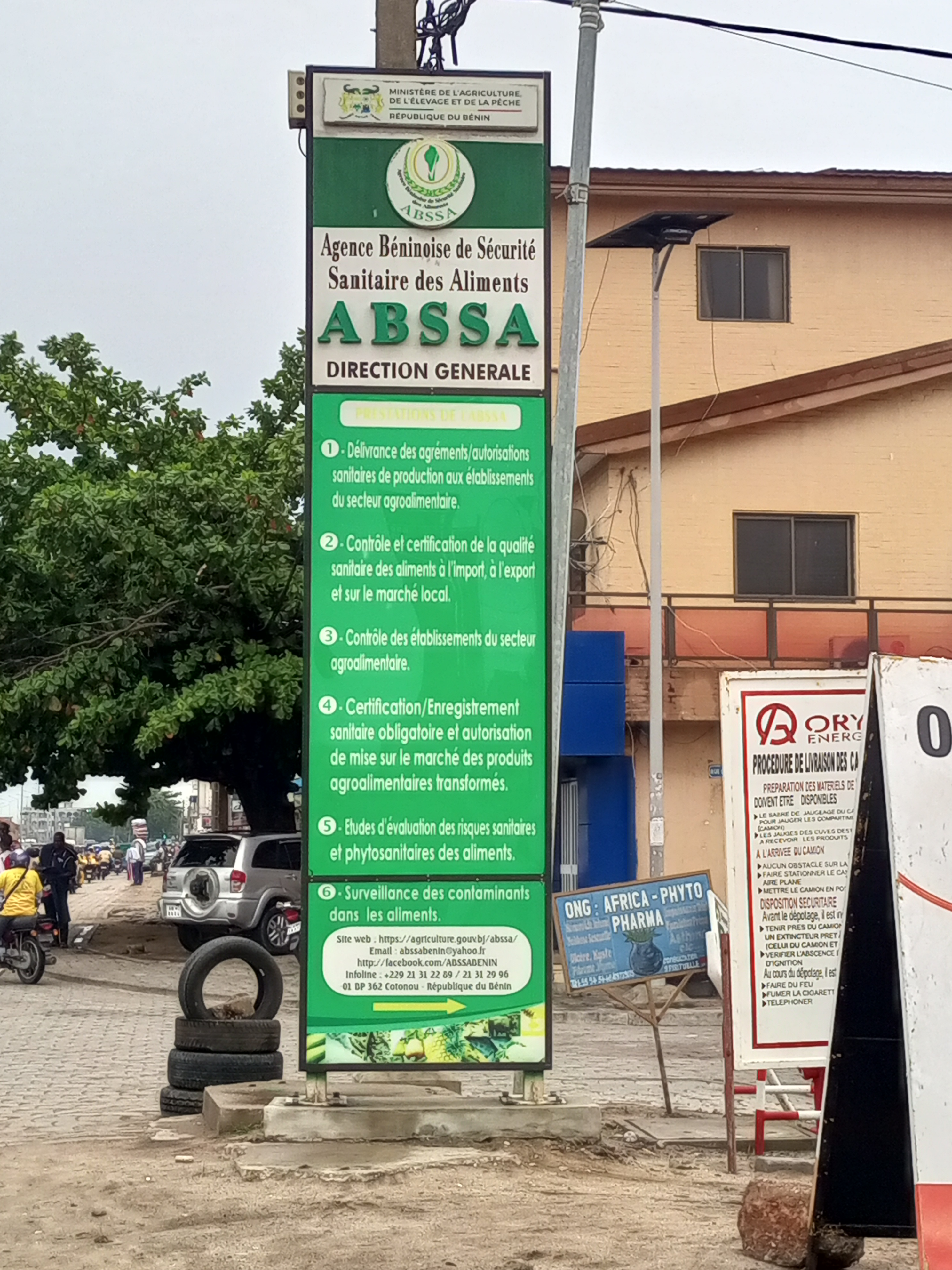
Enseigne Agence Béninoise de Sécurité Sanitaire des Aliments (ABSSA)